# Gustave Fonjallaz
Gustave Fonjallaz (Espesses, 23 maggio 1909 – 28 giugno 1994) è stato un bobbista svizzero.

## Biografia
Viene ricordato come vincitore di una medaglia d'argento nella sua disciplina, ottenuta ai campionati mondiali del 1931 (edizione tenutasi a Sankt Moritz, Svizzera) insieme ai suoi connazionali René Fonjallaz, N. Buchheim e Gaston Fonjallaz
Il loro tempo fu migliore rispetto a quello della nazionale britannica (medaglia di bronzo), ma vennero superati da quella tedesca (medaglia d'oro).